# Castillo del Fuerte de San Felipe
El Castillo del Fuerte de San Felipe, es un fuerte español del siglo XVIII construido a orillas del río Negro, hacia el año de 1755 bajo el mando de José Gabriel Clavero.
Construido inicialmente para detener el avance de los portugueses por el sector de la Amazonia, y controlar la frontera del Virreinato de Nueva Granada.
El fuerte es una construcción de forma cuadrada, con muros hechos de gruesas piedras, con una longitud 80 metros por cada lado y más o menos 2 metros de alto, con un par de baluartes o bastiones al lado del río Negro.
Su ubicación es el corregimiento de San Felipe (departamento del Guainía), a orillas del río Negro, con la frontera de Venezuela.
Alexander von Humboldt, en uno de sus viajes lo ubica al frente del municipio de San Carlos de Río Negro (actual Venezuela):

Das Fortin oder wie man hier gerne sagt das Castillo de San Felipe liegt San Carlos gegenüber am westlichen Ufer des Rio Negro
El Fortín o como la gente le gusta decir aquí, el Castillo de San Felipe esta en San Carlos sobre la orilla oeste del río Negro.
Alexander von Humboldt, Aimé Bonpland